# Đậu Hà Lan

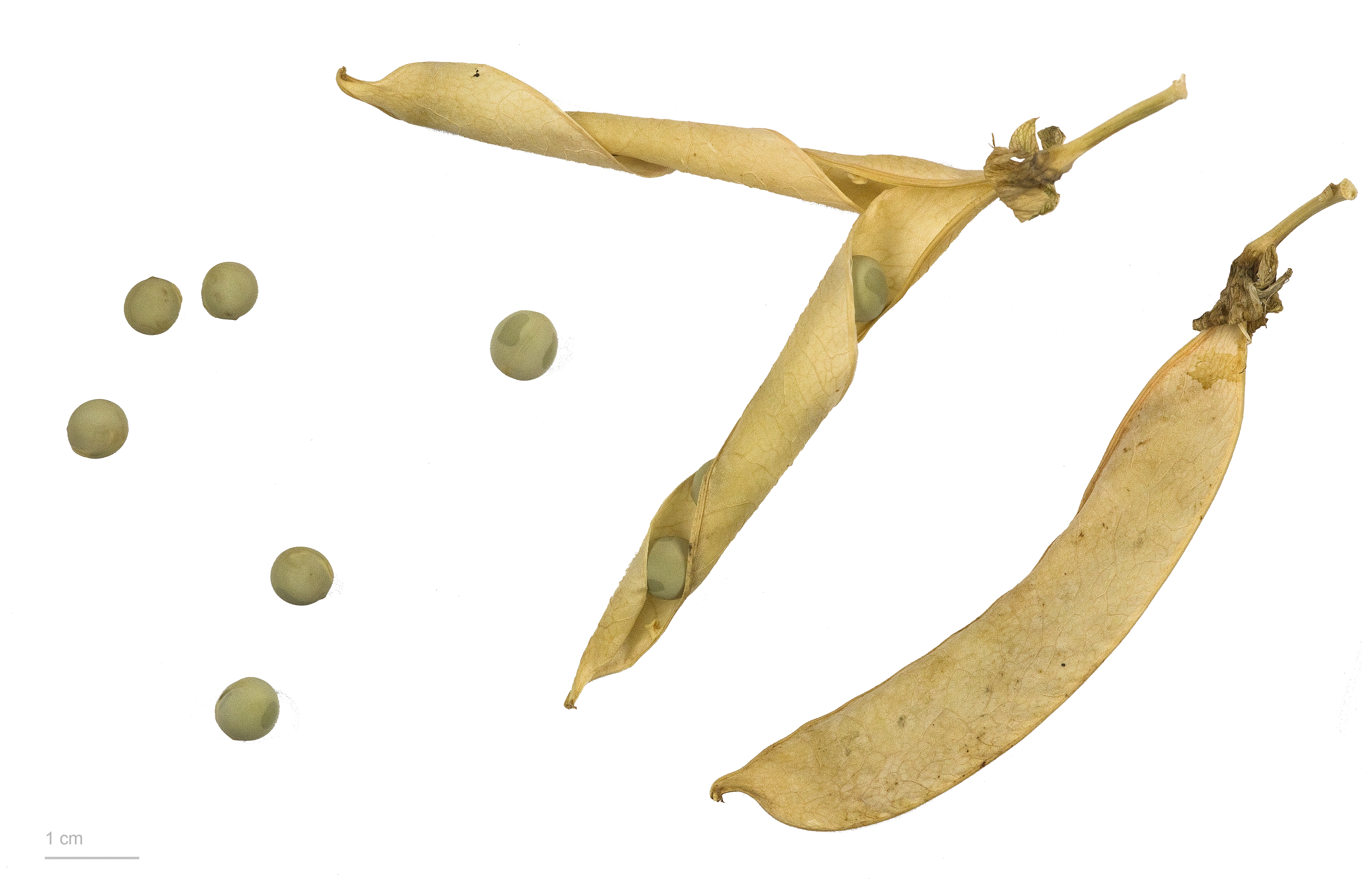
Pisum sativum

Đậu Hà Lan (đậu pơ-tí poa, danh pháp hai phần: Pisum sativum) là loại đậu hạt tròn thuộc Chi Đậu Hà Lan, dùng làm thực phẩm. Đây là loài thực vật một năm, được trồng theo vụ vào mùa có khí hậu mát mẻ tại nhiều nơi trên thế giới. Mỗi hạt đậu có khối lượng từ 0,1 đến 0,36 gram.
Hạt đậu Hà Lan được dùng làm thức ăn ở các dạng tươi, đông lạnh, đóng hộp, hoặc khô. Trong ẩm thực Việt Nam, quả đậu Hà Lan non còn được dùng nguyên quả cho các món xào hoặc canh.

## Hình ảnh

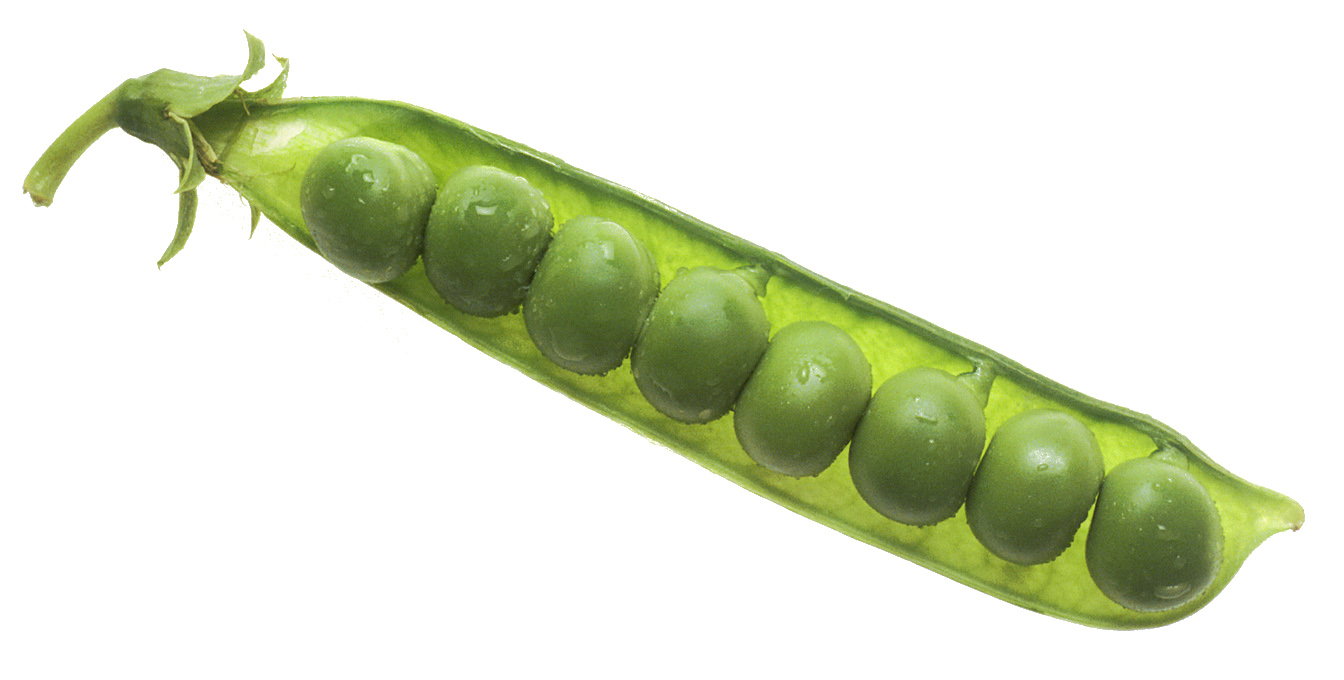
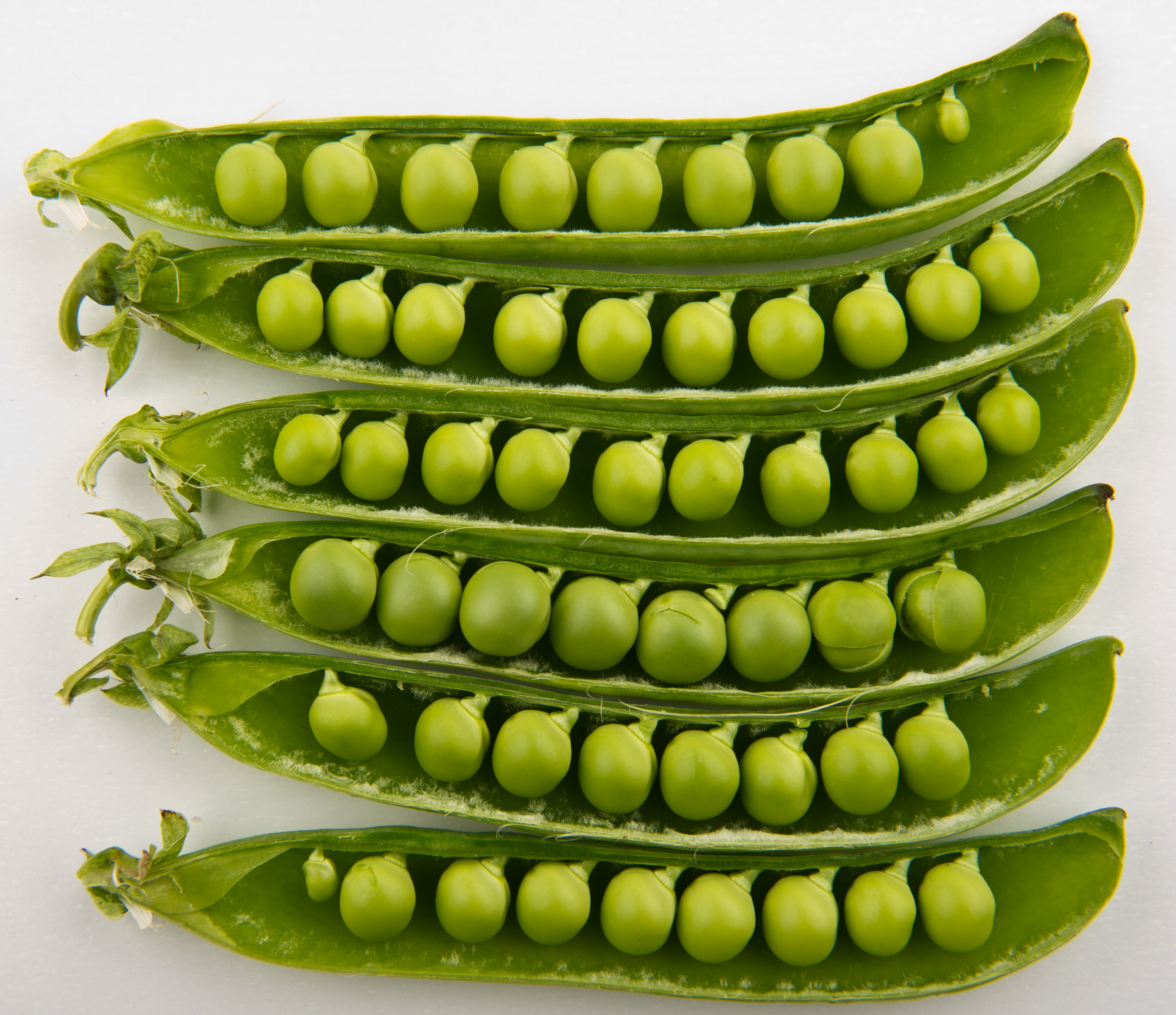
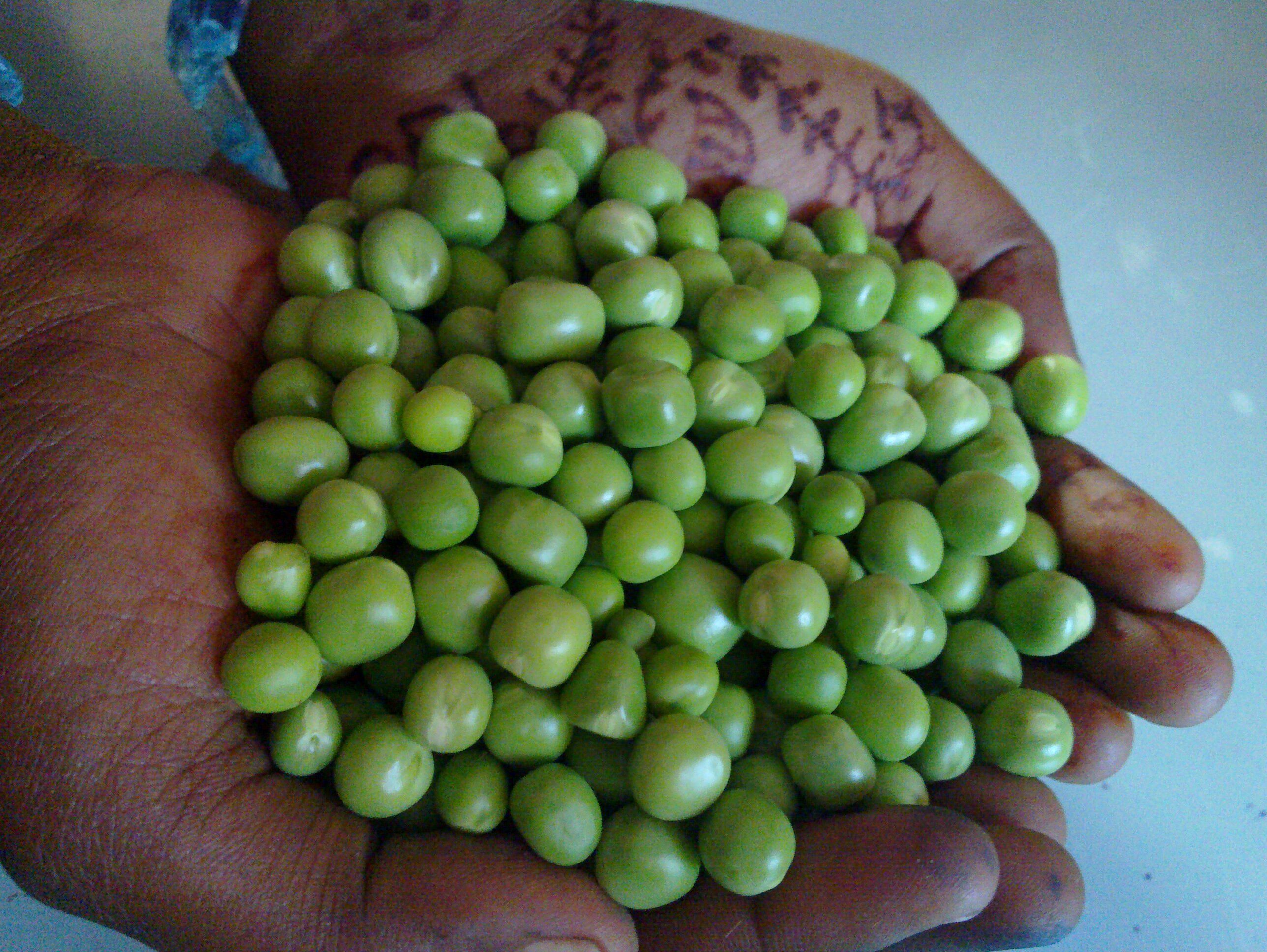
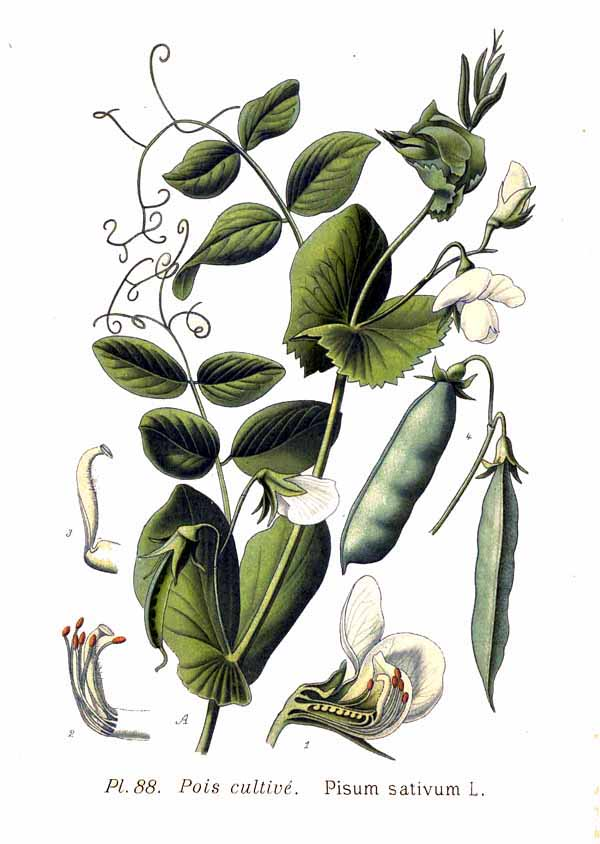

## Trong nghiên cứu Di truyền học
Đậu Hà Lan được nhà khoa học Gregor Mendel chọn làm cặp tính trạng để nghiên cứu về gen di truyền. Nhờ đó mà giúp Mendel phát minh ra định luật Mendel. Mendel chọn đậu Hà Lan (Pisum sativum) làm đối tượng nghiên cứu vì chúng có hai đặc điểm cơ bản là: có nhiều tính trạng tương phản dễ quan sát và sinh sản bằng lối tự thụ phấn. Ngoài ra, đậu có hoa khá lớn nên thao tác dễ dàng; có khả năng cho số lượng hạt (đời con) nhiều; và nhiều giống đậu lúc bấy giờ có giá trị kinh tế cao.